# Sàn giao dịch chứng khoán
Sàn giao dịch chứng khoán (tiếng Anh: stock exchange, securities exchange hoặc bourse) là một hình thức sàn giao dịch cung cấp cho những người môi giới cổ phiếu và người mua bán cổ phiếu một nền tảng và phương tiện để trao đổi và mua bán các cổ phiếu, trái phiếu cũng như các loại chứng khoán khác.
Sàn giao dịch cổ phiếu cũng cung cấp các dịch vụ cho việc phát hành và thu hồi chứng khoán cũng như các phương tiện tài chính và các sự kiện như việc chi trả lợi tức và cổ tức. Chứng khoán được giao dịch trên sàn giao dịch chứng khoán gồm: các cổ phiếu do các công ty phát hành, các chứng chỉ quỹ, các sản phẩm phái sinh, các sản phẩm hợp tác đầu tư và trái phiếu. Các sàn giao dịch chứng khoán hoạt động như một "sàn đấu giá liên tục" – nơi mà người mua lẫn người bán có thể đến gặp nhau và thực hiện giao dịch thông qua việc hô giá công khai (open outcry) tại một sàn giao dịch truyền thống hoặc thông qua sàn giao dịch điện tử. Để có thể giao dịch trên một sàn giao dịch cổ phiếu, cổ phiếu phải được niêm yết ở đó.
Thường có một trung tâm để ít nhất là ghi lại dữ liệu, nhưng việc giao dịch ngày càng ít có liên kết đến một nơi cụ thể, bởi vì các sàn giao dịch hiện đại là các mạng lưới thông tin điện tử, tạo nên ưu thế về tốc độ và chi phí giao dịch. Chỉ các thành viên mới được phép giao dịch trên một sàn giao dịch chứng khoán. Một sàn giao dịch chứng khoán là thành phần quan trọng nhất của một thị trường chứng khoán. Thông thường không bắt buộc phải phát hành cổ phiếu thông qua sàn giao dịch, và cổ phiếu cũng không bị bắt buộc phải giao dịch trên sàn. Những giao dịch như vậy được gọi là giao dịch ngoài sàn hay mua bán thẳng. Đây là cách thường thấy để giao dịch các trái phiếu.
Chào giá ban đầu của các cổ phần và các trái phiếu tới các nhà đầu tư được thực hiện tại thị trường sơ cấp và việc giao dịch sau đó được thực hiện tại thị trường thứ cấp. Các sàn giao dịch ngày càng biến thành một phần của thị trường chứng khoán thế giới. Cung và cầu trên các thị trường chứng khoán được dẫn dắt bởi nhiều yếu tố, giống như trên mọi thị trường tự do, bị ảnh hưởng bởi giá các cổ phần (xem giá trị cổ phần).

## Lịch sử

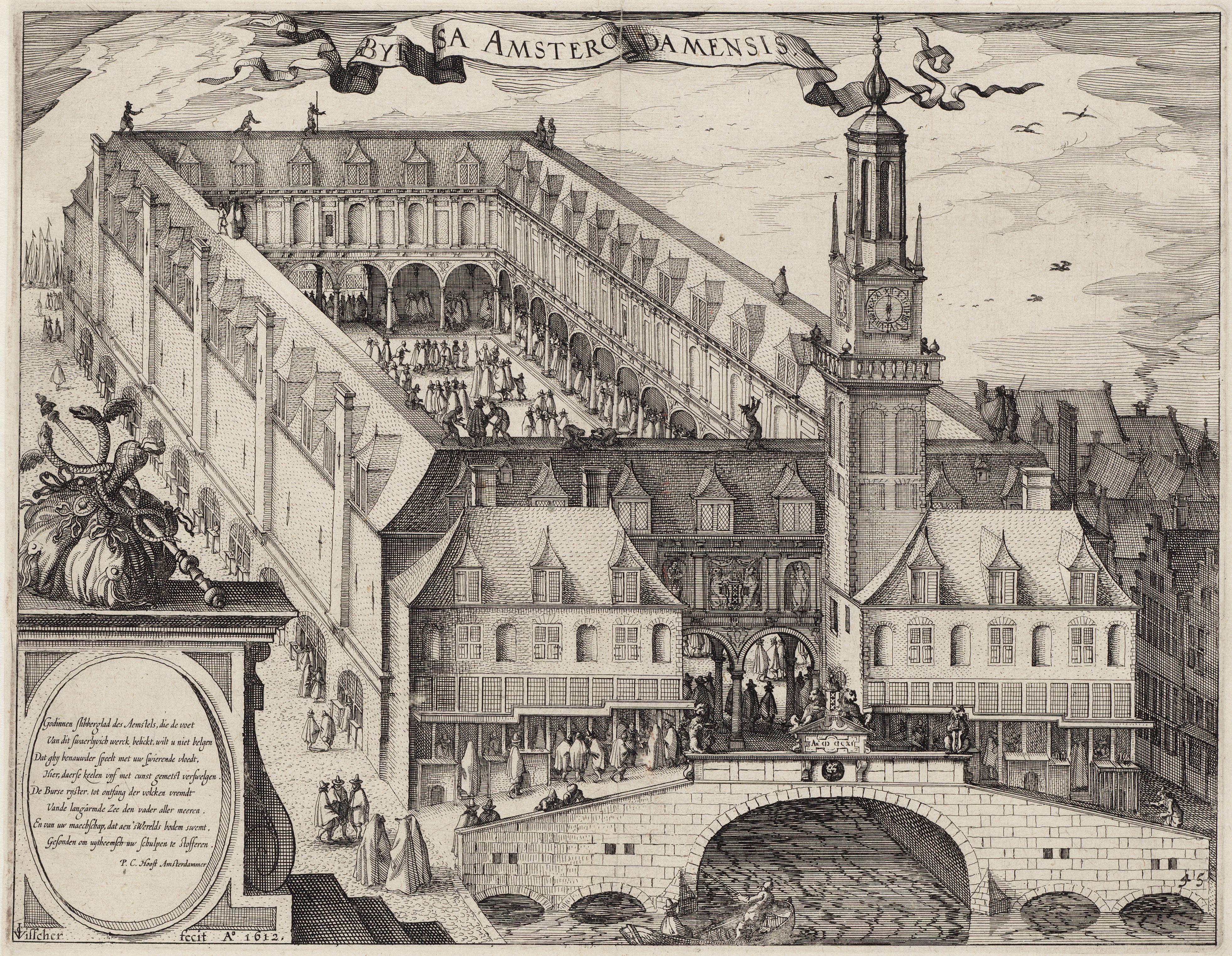
Một bản khắc miêu tả thị trường chứng khoán Beurs van Hendrick de Keyser, trung tâm hàng đầu của thị trường chứng khoán châu Âu vào thế kỷ 17. Sở giao dịch chứng khoán Amsterdam (nay là Euronext Amsterdam) là sàn giao dịch chứng khoán chính thức đầu tiên trên thế giới khi bắt đầu giao dịch chứng khoán có thể chuyển nhượng tự do của VOC, bao gồm trái phiếu và cổ phiếu.

Trong thế kỷ 12 ở nước Pháp, các courratiers de change lo lắng về việc quản lý và điều chỉnh các khoản nợ của các phường hội nông nghiệp với ngân hàng. Bởi vì những người đó giao dịch nợ, nên có thể coi họ là những người môi giới buôn bán đầu tiên. Một số nguồn khác cho rằng nguồn gốc của thuật ngữ "bourse" ("thị trường chứng khoán" trong tiếng Pháp) bắt nguồn từ chữ bursa trong tiếng Latinh, có nghĩa là một cái túi bởi vì ở thế kỷ 13 tại Bruges, dấu hiệu một cái túi tiền (hay có lẽ ba cái túi tiền), được treo trước cửa ngôi nhà nơi những nhà buôn thường tụ họp.
Tuy nhiên, có lẽ giả thuyết chính xác hơn là ở cuối thế kỷ 13, những nhà buôn hàng hoá ở Bruges đã tụ tập tại ngôi nhà của một người đàn ông tên là Van der Burse, và năm 1309 họ đã chính thức hoá việc gặp gỡ không nghi thức đó cho tới tận ngày nay và trở thành "Bruges Bourse". Ý tưởng này nhanh chóng lan ra quanh vùng Flanders và các tỉnh xung quanh và "Bourses" nhanh chóng được mở tại Ghent và Amsterdam.
Vào giữa thế kỷ 13, những ông chủ ngân hàng tại Venice bắt đầu mua bán chứng khoán chính phủ. Năm 1351, Chính phủ Venice đặt ra ngoài vòng pháp luật những lời đồn thổi với chủ ý làm hạ giá quỹ công trái chính phủ.
Trong thế kỷ 14, người dân ở Pisa, Verona, Genoa và Florence cũng bắt đầu buôn bán các trái phiếu chính phủ. Điều này chỉ là có thể bởi vì có các thành bang độc lập không bị cai trị bởi một công tước mà bởi một hội đồng những công dân có uy tín. Hà Lan sau này bắt đầu có các công ty cổ phần, cho phép những người giữ cổ phần đầu tư vào doanh nghiệp kinh doanh và thu được một phần chia từ lợi nhuận của nó hay một phần thua lỗ.
Năm 1602, Công ty Đông Ấn Hà Lan phát hành những cổ phần đầu tiên trên Sàn giao dịch chứng khoán Amsterdam. Đây là công ty đầu tiên phát hành cổ phần và khế ước nợ.

## Vai trò

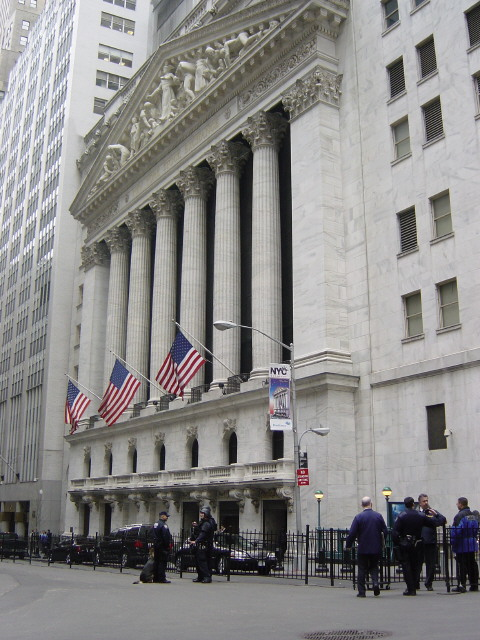
Sở Giao dịch chứng khoán New York.

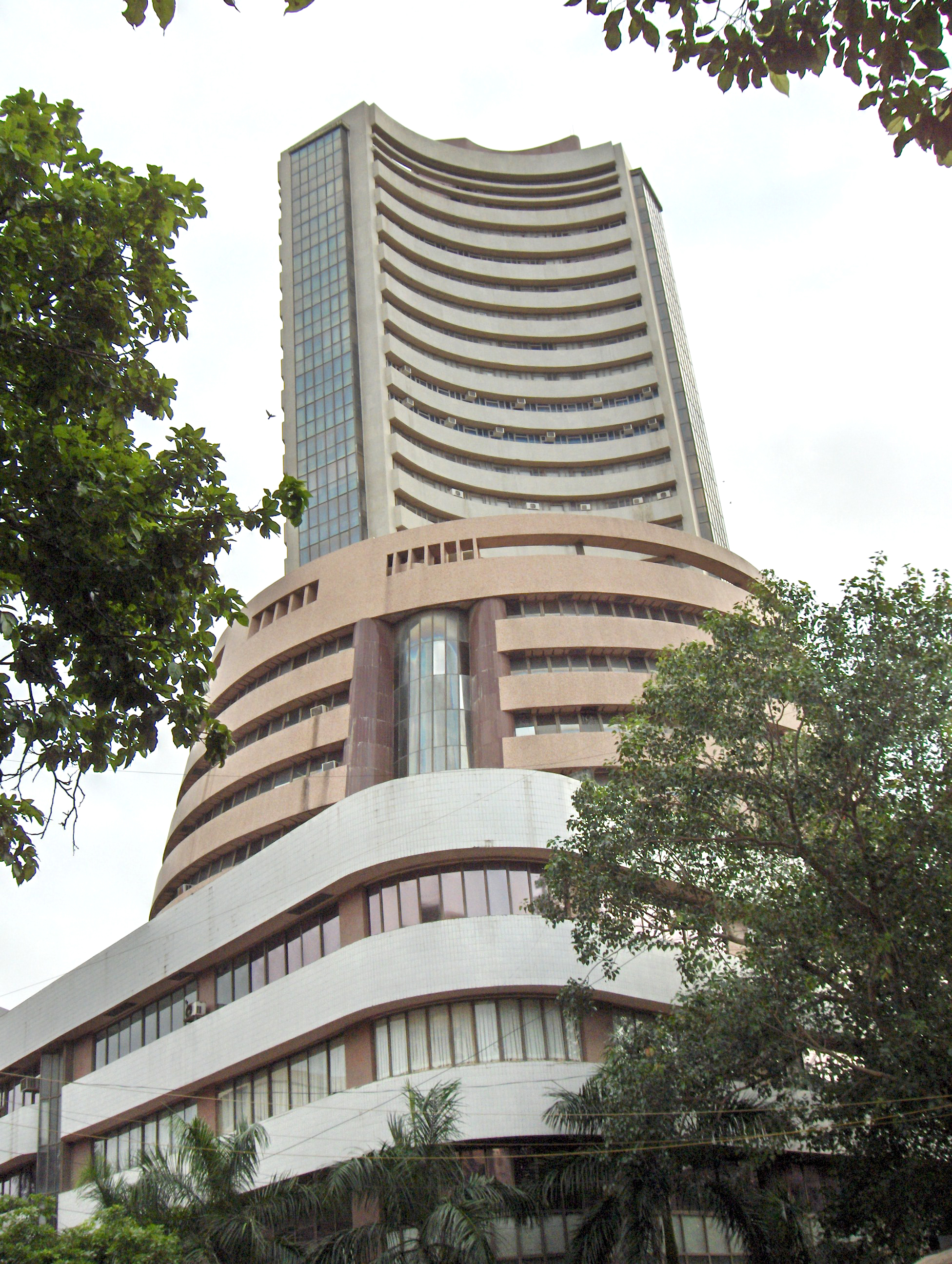
Sàn giao dịch chứng khoán Bombay

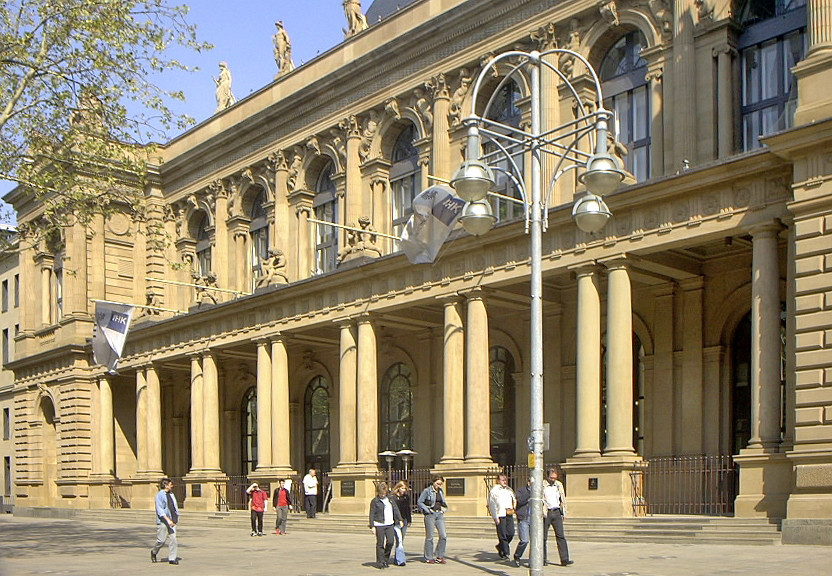
Sàn giao dịch chứng khoán Frankfurt

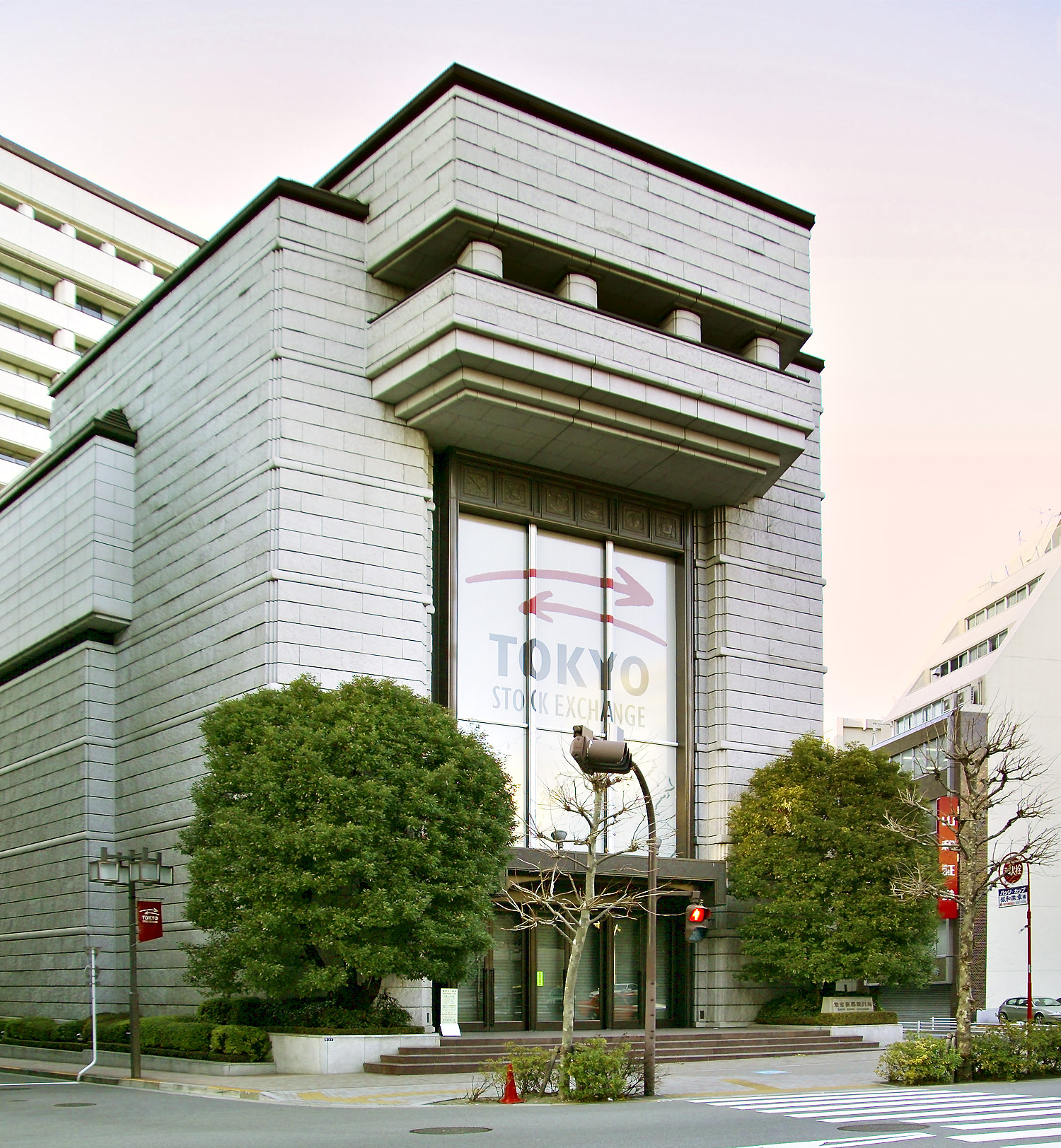
Sàn giao dịch chứng khoán Tokyo

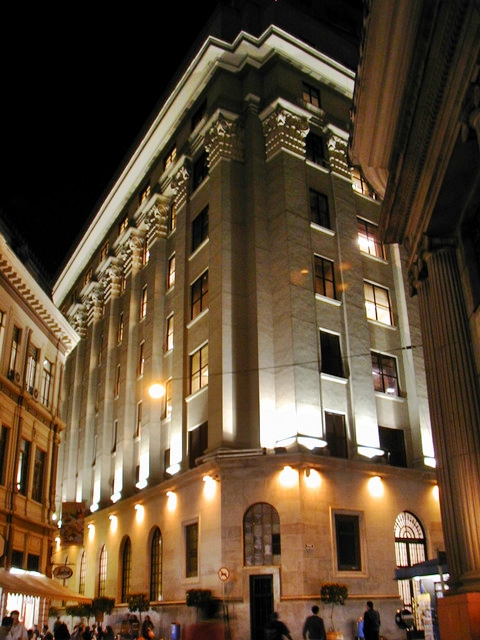
Sàn giao dịch chứng khoán São Paulo

### Huy động vốn
Khi mọi người đưa ra những khoản tiết kiệm và đầu tư vào các cổ phần, việc này dẫn tới sự phân chia hợp lý hơn các nguồn tài nguyên bởi vì vốn có thể dùng để tiêu dùng, hay gửi trong các ngân hàng, được huy động và tái định hướng để thúc đẩy hoạt động kinh doanh mang lại lợi ích cho nhiều lĩnh vực của nền kinh tế như nông nghiệp, thương mại và công nghiệp, dẫn tới một sự tăng trưởng kinh tế cao hơn và sức sản xuất ở mức độ lớn hơn.

### Tạo môi trường
Các công ty coi nguồn vốn thu được là một cơ hội để mở rộng các dây chuyền sản xuất, tăng thêm các kênh phân phối, ngăn chặn tính bất ổn, tăng thị phần, hay mua sắm thêm các tài sản khác cần thiết cho kinh doanh. Một sự bỏ thầu mua lại hay một thoả thuận kết hợp thông qua thị trường chứng khoán là cách đơn giản nhất để phát triển công ty bằng cách mua lại hay kết hợp.

### Tái phân phối
Bằng cách trao cho mọi người một cơ hội để mua các cổ phần và nhờ đó trở thành người đồng sở hữu (những người nắm giữ cổ phần) của doanh nghiệp có thể sinh lời, thị trường chứng khoán giúp làm giảm bất bình đẳng trong thu nhập. Cả  nhà đầu tư chứng khoán chuyên nghiệp và nghiệp dư thông qua sự tăng trưởng của giá chứng khoán và phân chia cổ tức đều có cơ hội nhận được phần chia lợi nhận từ công việc kinh doanh đầy hứa hẹn do người khác lập ra.

### Hợp tác quản lý
Bằng cách có được nhiều người sở hữu ở nhiều tầng lớp khác nhau, các công ty nói chung có khuynh hướng cải thiện các tiêu chuẩn quản lý và hiệu năng của mình nhằm thoả mãn các yêu cầu của những người nắm giữ cổ phần đó và việc hợp tác quản lý của mọi người trên thị trường chứng khoán cũng như của chính phủ càng chặt chẽ hơn. Nhờ vậy, mọi người cho rằng các công ty công chúng (các công ty được sở hữu bởi các nhà đầu tư nắm giữ cổ phần và là thành viên tham gia vào các sàn giao dịch chứng khoán công cộng) thường được quản lý tốt hơn so với các công ty tư nhân (các công ty này không có cổ phần được giao dịch trên các sàn công cộng, thông thường thuộc sở hữu của người sáng lập và/hay gia đình hay người thừa kế của họ, hay là bởi một nhóm các nhà đầu tư nhỏ). Tuy nhiên, một số trường hợp đã cho thấy có lẽ có những sự chệch hướng lớn trong kiểu hợp tác quản lý tại một số công ty thuộc sở hữu công cộng (Enron, MCI WorldCom, Pets.com, Webvan, hay Parmalat).

### Cơ hội đầu tư
Đối lập với những công việc kinh doanh đòi hỏi tiêu tốn những khoản vốn lớn, đầu tư vào các cổ phần là cơ hội mở cho cả những nhà đầu tư chứng khoán lớn và nhỏ bởi vì một người chỉ mua một số cổ phần mà anh ta có khả năng. Vì thế Sàn giao dịch chứng khoán cung cấp một nguồn thu nhập khác cho những người có tiền tiết kiệm ở mức độ thấp.

### Vốn cho dự án
Chính phủ hay thậm chí cả các chính quyền địa phương như các chính quyền thành phố có thể quyết định vay tiền để hỗ trợ tài chính cho những dự án hạ tầng to lớn như thoát nước và xử lý nước thải hay cung cấp nhà ở bằng cách bán một kiểu chứng khoán khác được gọi là khế ước nợ. Những khế ước nợ đó có thể tăng giá thông qua Sàn giao dịch chứng khoán khi các thành viên công chúng mua nó, nhờ vậy không cần phải đánh thuế quá cao đối với người dân để có tiền đầu tư phát triển.

### Thước đo kinh tế
Tại sàn giao dịch chứng khoán, giá cổ phần lên và xuống phụ thuộc phần lớn vào thị trường. Giá cổ phần tăng lên hay giữ ổn định khi các công ty và nền kinh tế nói chung cho thấy những dấu hiệu của sự ổn định. Vì thế sự chuyển động của giá cổ phần có thể là một đồng hồ báo khuynh hướng chung của nền kinh tế.

## Yêu cầu niêm yết
Các công ty cần thiết phải đáp ứng được các yêu cầu của sàn giao dịch để có thể niêm yết và giao dịch cổ phần của mình tại đó. Ví dụ, để được niêm yết trên Sở giao dịch chứng khoán New York (NYSE), một công ty phải phát hành ít nhất một triệu cổ phần trị giá tương đương $100 triệu và phải kiếm được hơn $10 triệu trong vòng 3 năm vừa qua).

## Quyền sở hữu
Các sàn giao dịch chứng khoán có nguồn gốc là những  tổ chức đa bên, do chính các thành viên mua bán chứng khoán của nó sở hữu. Gần đây có khuynh hướng "bỏ đa bên", các thành viên sẽ bán các cổ phần của họ tại một đợt phát hành đầu tiên. Theo cách này tổ chức đa bên trở thành một phường hội, với các cổ phần được niêm yết trên một sàn giao dịch chứng khoán. Các ví dụ về việc này là Sàn giao dịch chứng khoán Australia (1998), Euronext (2000), NASDAQ (2002) và Sở giao dịch chứng khoán New York (2005).

## Kiểu giao dịch khác
Trong thế kỷ 19, các sàn giao dịch cho phép mua bán theo các hợp đồng trước theo mặt hàng. Giao dịch mua bán qua các hợp đồng trước được gọi là các hợp đồng tương lai. Những giao dịch hàng hoá này sau này bắt đầu được thực hiện trên các sản phẩm khác, như các tỷ lệ lãi suất và cổ phần, cũng như các hợp đồng lựa chọn. Hiện chúng được gọi chung là các hợp đồng tương lai.

## Định hướng
Tương lai của sàn giao dịch chứng khoán là điện tử, hệ thống các chuyên gia của Sàn giao dịch chứng khoán New York dường như đang chống lại những kiểu giao dịch mới, Các mạng lưới thông tin điện tử, hay ECNs. ECNs ca ngợi tốc độ xử lý những khối lượng trao đổi lớn của họ, trong khi hệ thống các chuyên gia đề xướng vai trò của các chuyên gia trong việc giữ trật tự của các thị trường, đặc biệt ở các điều kiện lạ thường hay các kiểu lệnh đặc biệt.
Các mạng lưới thông tin điện tử gồm một mạng lưới lợi nhuận quyền lợi đặc biệt với chi phí của các nhà đầu tư từ thậm chí là những giao dịch thương mại trao đổi trực tiếp nhỏ nhất. Mặt khác, các hệ thống dựa trên máy móc được cho là hiệu quả hơn và cải thiện được bộ máy thừa hành truyền thống và hạn chế yêu cầu đàm phán qua trung gian.
Về lịch sử, 'thị trường' (như đã được ghi chú, gồm toàn bộ mua bán cổ phần trên mọi giao dịch) đã chậm chạp trong việc phản ứng với cuộc cách mạng công nghệ. Sự thay đổi sang thương mại hoàn toàn điện tử có thể làm xói mòn/hạn chế lợi nhuận thương mại của những sàn giao dịch bằng chuyên gia và những "thương nhân trên tầng" của NYSE.
Quốc hội đã uỷ nhiệm việc thành lập một hệ thống thị trường multiple chứng khoán quốc gia năm 1975. Từ đó, ‘các hệ thống thông tin điện tử’ đã phát triển nhanh chóng. Khi thực hiện các giao dịch lớn với tốc độ ánh sáng, các hệ thống điện tử làm giảm khả năng chạy trước (front running), hay trao đổi trước khi có lệnh của khách hàng, một hành vi bất hợp pháp mà nhiều nhà môi giới trên sàn NYSE đã bị điều tra và phạt nặng trong những năm gần đây. Khi hoạt động dưới hệ thống giám sát của các chuyên gia, nếu trên thị trường có một trao đổi lớn dưới một cái tên, những người mua khác ngay lập tức có thể kiểm tra để biết nhà giao dịch dưới cái tên đó ở tầm cỡ nào, và dự đoán ra nguyên nhân tại sao anh/chị ta lại ra quyết định mua hay bán. Đó là cách thị trường dự đoán hoạt động của giá.
ECNs đã thay đổi quá trình giao dịch chứng khoán thông thường (giống như những dịch vụ môi giới trước chúng) thành một hình thức kinh doanh kiểu hàng hoá (commodity-type business). ECNs có thể điều chỉnh sự công bằng của phát hành công khai lần đầu (IPO), giám sát quy trình IPO, hay đánh giá hiệu quả của nghiên cứu chứng khoán và sử dụng phí giao dịch để trợ cấp cho những cuộc nghiên cứu mức độ nhỏ và vừa.
Tuy nhiên, một số người tin rằng cách tốt nhất là phối hợp ưu điểm của công nghệ và con người – nói cách khác một kiểu lai. Trao đổi 25.000 cổ phiếu trong cổ phần của Lucent (định giá gần đây: $2.80; số lượng gần đây: 49.069.700) là một giao dịch khá đơn giản đối với thương mại điện tử; trao đổi 100 cổ phiếu thuộc cổ phần Hạng A của Berkshire Hathaway (định giá gần đây: $88.710,00; số lượng gần đây: 450) thì có lẽ không được như vậy. Sự lựa chọn hệ thống cần phải rõ ràng (nhưng luôn thuộc quyền của người giao dịch), dựa trên những đặc trưng riêng của loại chứng khoán được trao đổi.
Thậm chí khi ECNs đang trở nên một phần trọng yếu của hệ thống thị trường quốc gia, các cơ hội kiếm lời có lẽ vẫn là ở sự chênh lệch giữa giá đặt và giá chào. Điều này đặc biệt chính xác đối với những giám đốc đầu tư điều hành các khoản giao dịch lớn, và sở hữu một số tiền góp vốn trong một ECN hay một công ty chuyên nghiệp. Ví dụ, trong các tài khoản môi giới chứng khoán của mình, "Các khoản đầu tư chính xác chiếm tới 29% các lệnh hữu danh trong các cổ phần được niêm yết ở NYSE, và 37% trong số các lệnh hữu danh trên Sàn giao dịch chứng khoán Boston, nơi có sự giám sát chung của các chuyên gia. Nói một cách chính xác, những giao dịch đó được quản lý bởi những đội môi giới "quản lý dòng lệnh" riêng biệt, những người tìm cách có được khả năng thực hiện tốt nhất có thể cho khách hàng và việc thực hiện phải có tỷ suất lợi nhuận cao.

## Thị trường thứ cấp
Những nghiên cứu gần đây của các giáo sư tài chính SMUCox Kumar Venkataraman và Hendrik Bessembinder đưa ra những hiểu biết sâu sắc và đáng tin cậy vào những khả năng mới.

### Các danh sách
- Danh sách các sàn giao dịch chứng khoán
- Danh sách các chỉ số thị trường chứng khoán
- Danh sách các chủ đề marketing
- Danh sách các chủ đề quản lý
- Danh sách các chủ đề kinh tế
- Danh sách các chủ đề kế toán
- Danh sách các chủ đề tài chính
- Danh sách các nhà kinh tế